# رودریگو گالاتو
رودریگو گالاتو (به پرتغالی: Rodrigo José Galatto) دروازه‌بان اهل برزیل است که در شهر پورتو الگره و در تاریخ ۱۰ مارس ۱۹۸۳ به دنیا آمده‌است.
رودریگو گالاتو در تیم‌های فوتبال Grêmio سابقهٔ حضور دارد.